# Eratoneura stupkaorum
Eratoneura stupkaorum är en insektsart som först beskrevs av Knull 1945.  Eratoneura stupkaorum ingår i släktet Eratoneura och familjen dvärgstritar. Inga underarter finns listade i Catalogue of Life.